# Кордвайнер Сміт
Кордвайнер Сміт — псевдонім американського письменника-фантаста Пола Майрон Ентоні Лайнбаргера (англ. Paul Myron Anthony Linebarger, 11 липня 1913 — 6 жовтня 1966), який він використовував для своїх науково-фантастичних творів. («Cordwainer» з англійської — чоботар, а «Smith» — коваль.) Також він був визнаним експертом з психологічної війни.

## Біографія

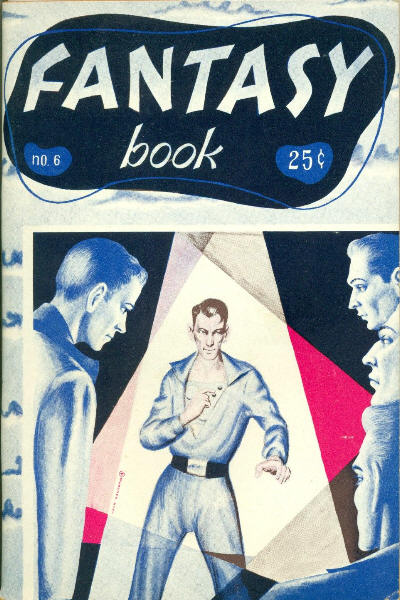
Перший опублікований науково-фантастичний твір Сміта, «Scanners Live in Vain», в журналі Fantasy Book в 1950

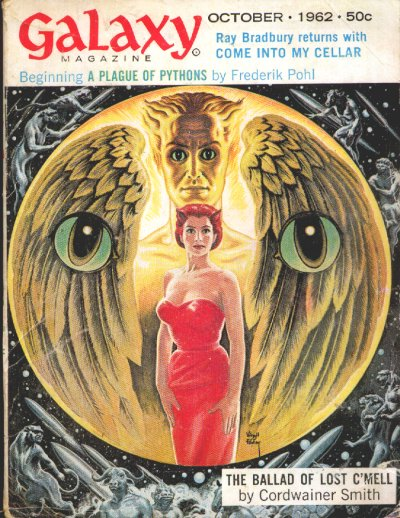
Повість Сміта "The Ballad of Lost C'Mell"на обкладинці жовтневого випуску Galaxy Science Fiction 1962

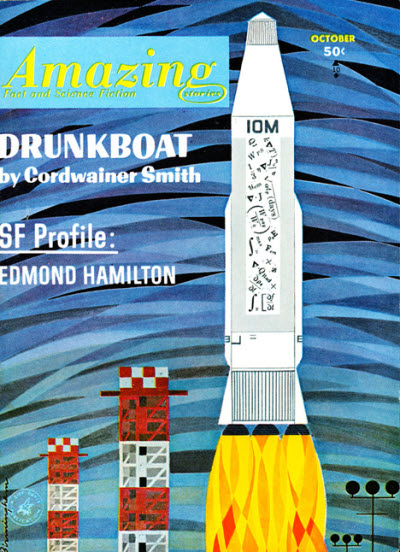
Повість Сміта «Drunkboat» на обкладинці жовтневого випуску Amazing Stories 1963

### Ранні роки
Пол Лайнбаргер народився 11 липня 1913 року в Мілвокі (Вісконсин). Його батько працював суддею на Філіппінах, але покинув цей пост для того щоб працювати в на користь Синьхайської революції, зокрема він працював разом з Сунь Ятсеном, який згодом став хрещеним батьком Пола. Пол проживав свої перші роки в свиті Сунь Ятсена, коли він перебував в вигнанні в Японії і під час революції в Китаї. Опісля він проживав в Німеччині і Франції певний час разом з батьком. Підлітком він також відвідував Росію, тому він дуже швидко вивчив шість мов і був ознайомлений з різними культурами.
Також в шість років Пол осліп на ліве око через інцидент під час гри, інфекція також вразила і праве око, що зумовило його поганий зір на все життя.

### Кар'єра
В 23 роки він закінчив аспірантуру в Університеті Джонса Гопкінса з політичних наук. В той час він підпрацьовував редактором для книг його батька, а також писав роботи про міжнародні відносини на далекому Сході. З 1937 до 1946 року він працював в Дюкському університеті. Незважаючи на це під час Другої Світової він працював в Американській армії лейтенантом, зокрема він був задіяний в утворенні Бюро Воєнної Інформації (англ. United States Office of War Information) і Бюро Планування Операцій і Розвідки (англ. Operation Planning and Intelligence Board). Також допомагав організувати перший відділ психологічної війни. Був посланий в Китай де керував психологічною війною а також координував американо-англійські і китайські військові розвідувальні операції. На кінець війни його було підвищено до рангу майора.
В 1947 році Пол Лайнбаргер почав працювати професором Азійських наук в Школі передової міжнародних наук (англ. School of Advanced International Studies) Університету Джона Гопкінса в Вашингтоні. Свій військовий досвід він тоді виклав в книзі «Психологічна війна» (англ. Psychological Warfare), яка стала класичною в даній сфері. В мирний час його було підвищено до полковника, і в цьому званні він був радником для британських військ в Малайї і для американських військ в Кореї. Він називав себе «відвідувачем малих воєн» (англ. "visitor to small wars"), але не працював під час В'єтнамської війни (принаймні відкрито), вважаючи її помилковою.
Лайнбаргер відвідав багато країн і його досвід в міжнародних відносинах і психології зробили його важливою персоною в Асоціації Міжнародних Справ (англ. Foreign Policy Association), а також радником президента Джона Кеннеді.

### Сім'я
В 1936 році Пол вперше одружився з Маргаред Сноу, вони мали двох дочок (1942 і 1947 року), але розлучилися в 1949. В 1950 році він одружився вдруге на Женевюв Коллінс. В них не було дітей, але вони прожили разом аж до смерті Пола від серцевого нападу 6 жовтня 1966 року.
Його поховано на Арлінгтонському Національному Цвинтарі (секція 35, номер 4712). Його вдова померла 16 жовтня 1981 року і поховано поруч.

### Творча діяльність
Як письменник-фантаст Сміт заявив про себе першою повістю «Scanners Live in Vain» (1950), яким почав цілу серію в вигаданій ним історії майбутнього. Ця повість була дуже успішною, багато хто думав що «Кордвайнер Сміт» — це псевдонім якогось відомого фантаста. Започатковану серію часто називають «Інструменталій людства» (англ. The Instrumentality of Mankind), за назвою політичної еліти в цьому світі. До неї належить більшість художніх творів Сміта. В своїх творах він описував багато науково-фантастичних ідей. Зокрема людство досліджує космос за допомогою кіборгів — Сканнерів («Scanners»), також є технологія телепортації. При цьому телепортація зорельотів привертає до себе увагу космічних «драконів», з якими можуть боротись лише телепати. В його творах безліч ідей і оригінальних концепцій, використовується різні міфілогічні і історичні теми, а також специфічне зображення через унікальний досвід автора, зробили його помітним фантастом тих часів.

### Опубліковані нехудожні твори
- 1937 — «Політичні доктрини Сунь Ятцена: показ Сан Мін Чу I» (англ. The Political Doctrines of Sun Yat-Sen: An Exposition of the San Min Chu I)
- 1938 — «Уряд в республіканському Китаї» (англ. Government in Republican China)
- 1941 — «Китай Чана Кайші: політичне дослідження» (англ. The China of Chiang K'ai-shek: A Political Study)
- 1948 — «Психологічна війна» (англ. Psychological Warfare)
- 1951 — «Foreign milieux (HBM 200/1)»
- 1951 — «Миттєве покращення психологічної війни на Далекому Сході» (англ. Immediate improvement of theater-level psychological warfare in the Far East)
- 1954 — «Далеко-східні уряди і політика: Китай і Японія» (англ. Far Eastern Government and Politics: China and Japan) (разом з Джанг Чу і Ердесом Бурксом)
- 1956 — «Проект десятирічної політичної ситуації в Китаї і Індокитаї, 1956—1966» (англ. Draft statement of a ten-year China and Indochina policy, 1956–1966)
- 1965 — «Есе з військових психологічних операцій» (англ. Essays on military psychological operations)

### Романи і збірки
- 1947 — «Ріа» (англ. Ria), під псевдонімом Фелікс Форест
- 1948 — «Карола» (англ. Carola), під псевдонімом Фелікс Форест
- 1949 — «Атомськ» (англ. Atomsk: A Novel of Suspense), детективний роман, під псевдонімом Кармайкл Сміт
- 1963 — «Ти ніколи не будеш тим що раніше» (англ. You Will Never Be The Same), збірка коротких науково-фантастичних творів
- 1964 — «Покупець планет» (англ. The Planet Buyer), перша половина «Норстрілії», з деякими змінами
- 1965 — «Космічні лорди» (англ. Space Lords), збірка коротких науково-фантастичних творів
- 1966 — «Квест трьох світів» (англ. Quest of the Three Worlds), чотири зв'язані повісті
- 1968 — «Нижчі люди» (англ. The Underpeople), друга половина «Норстрілії», з деякими змінами
- 1970 — «Під старою Землею і інші дослідження» (англ. Under Old Earth and Other Explorations), збірка коротких науково-фантастичних творів
- 1971 — «Зоряний мрійник» (англ. Stardreamer), збірка коротких науково-фантастичних творів
- 1975 — «Норстрілія» (англ. Norstrilia), перша публікація в повному вигляді
- 1975 — «Краще Кордвайнера Сміта» (англ. The Best of Cordwainer Smith), збірка коротких науково-фантастичних творів
- 1979 — «Інструменталій людства» (англ. The Instrumentality of Mankind), збірка коротких науково-фантастичних творів
- 1993 — «Повторне відкриття людини» (англ. The Rediscovery of Man), повне зібрання коротких науково-фантастичних творів.

### Неопубліковані романи
- 1939 — «Генерал Смерть» (англ. General Death), переписано в 1947
- 1946 — «Подорож в пошуках призначення» (англ. Journey in Search of a Destination)
- 1947—1948 — «Мертвий може вкусити» (англ. The Dead can bite), теж відома під назвою «Сармантія» (англ. Sarmantia)

### Оповідання і повісті
| - 1928 — «War No. 81-Q» - 1950 — «Scanners Live in Vain» - 1955 — «The Game of Rat and Dragon» [Архівовано 29 липня 2017 у Wayback Machine.] - 1957 — «Mark Elf» - 1958 — «The Burning of the Brain» - 1958 — «Western Science Is So Wonderful» - 1959 — «No, No, Not Rogov!» - 1959 — «Nancy» - 1959 — «When the People Fell» - 1959 — «Golden the Ship Was-Oh! Oh! Oh!» - 1959 — «Angerhelm» - 1959 — «The Fife Of Bodhidharma» - 1960 — «The Lady Who Sailed The Soul» - 1961 — «Alpha Ralpha Boulevard» - 1961 — «Mother Hitton's Littul Kittons» - 1961 — «A Planet Named Shayol» - 1962 — «From Gustible's Planet» - 1962 — «The Ballad of Lost C'Mell» - 1963 — «Think Blue, Count Two» - 1963 — «Drunkboat» | - Історії з циклу «Квест трьох світів» (англ. Quest of the Three Worlds): - 1963 — «On the Gem Planet» - 1965 — «On the Storm Planet» - 1965 — «Three to a Given Star» - 1965 — «On the Sand Planet» - 1963 — «The Good Friends» - 1964 — «The Boy Who Bought Old Earth», перша половина роману «Норстрілія» в вигляді роману «Покупець планет» - 1964 — «The Store Of Heart's Desire», перша половина роману «Норстрілія» в вигляді роману «Нижчі люди» - 1964 — «The Crime and the Glory of Commander Suzdal» - 1964 — «The Dead Lady of Clown Town» - 1966 — «Under Old Earth» - 1975 — «Down to a Sunless Sea», видана Женевювою Лайнбергер під псевдонімом чоловіка - 1978 — «The Queen of the Afternoon» - 1979 — «The Colonel Came Back from the Nothing-at-All» - 1993 — «Himself in Anachron» - 1993 — «War No. 81-Q», переписана версія |